# Eumen
Eumen (oko 362. pr. Kr. – 316. pr. Kr.), grčki general makedonskog kralja Aleksandra III. Velikog. Nakon Aleksandrove smrti 323. pr. Kr. borio se za jedinstvo Aleksandrovog carstva ali je poražen i pogubljen.
Eumen je bio u službi (kao tajnik) makedonskih kraljeva Filipa II. Makedonskog a zatim Aleksandra III. Velikog. Svi antički izvori o Eumenu slažu se da je ovaj bio iznimno sposoban i vješt vojni zapovjednik. Eumen je bio i jedini dijados koji nije bio Makedonac.
Nakon smrti Aleksandra III. Velikog, 323. pr. Kr., Eumen je stao na stranu Perdike, koji je bio vrhovni vojni zapovjednik i borio se za jedinstvo carstva. Perdika se ubrzo našao u ratu s drugim generalima:Antigonom, Antipaterom, Ptolemejem i Kraterom.
Perdika je krenuo s vojskom na Egipat, protiv Ptolemeja, a Eumena je ostavio u Aziji protiv Kratera i Antigona. Eumen je zatajio vojsci da se bore protiv Kratera, te ga je pobijedio u oblasti Kapadociji. Kada je Antigon krenuo na Eumena i pobijedio ga, ovaj se povukao u planinsku utvrdu.
Nakon smrti Perdike 321. pr. Kr., Antipater, novi glavni regent, i ostali generali proglasili su Eumena neprijateljem i osudili na smrt. Međutim 319. pr. Kr. Poliperhon, koji je zamijenio Antipatera, priznao ga je za satrapa Kapadocije. Antigon, Ptolemej, Seleuk i Kasandar udružili su se protiv Eumena i Poliperhona. Kraljevska obitelj Argead pobjegla je u Aziju kod Eumena. Eumen je pokušao pridobiti Seleuka, ali nije uspio. Seleuk je pristao da podrži kraljevsku obitelj, ali nije htio služiti pod Eumenovim zapovjedništvom. Antigon je krenuo u Aziju s velikom vojskom protiv Eumena, koji je preuzeo zapovjedništvo nad kraljevskom vojskom. Bitka kod Paretakene, 317. pr. Kr., između Eumena i Antigona završila je neodlučno. Eumen je poražen od Antigona u bitki kod Gabiene, 316. pr. Kr., ali se uspio povući. Ipak, vojska se pobunila protiv Eumena pa ga je Antigon zarobio i smaknuo.